# バースデイ・アルバム
『バースデイ・アルバム』（Birthday Album）は、原田知世のファースト・ミニアルバム。1983年11月28日にEASTWORLD/東芝EMIよりリリースされた。

## 概要
3枚目と4枚目のシングルA・B面曲に新曲1曲をプラスしたファーストアルバム。タイトル通り、原田知世の16歳の誕生日に発売された。
収録曲5曲のうち、シングル曲の作詞作曲を松任谷由実が、新曲1曲を大貫妙子が手掛けている。「時をかける少女」とB面の「ずっとそばに」は、ややアレンジの異なるバージョンで収録された。LPは透明なクリスタル・ディスク(クリアレコード)になっており、予約特典としてカラー・ポスターが付属し、特別価格の1500円で発売された。
2017年8月23日にはデビュー35周年を記念して、本作の収録曲に加え企画ミニアルバム『POCHETTE』から5枚目のシングル「愛情物語」を、『Image』からはオリジナルカラオケを4曲追加収録し曲順を再構成した『バースデイ・アルバム+』(規格品番:UPCY-7345)が初期の作品集としてリリースされている。

## 収録曲

### オリジナル版 (LP)

#### Side A
1. 地下鉄のザジ Zazie dans le metro
作詞・作曲: 大貫妙子 / 編曲: 清水信之
  - 本アルバム唯一の新曲。
2. ダンデライオン〜遅咲きのたんぽぽ
作詞・作曲: 松任谷由実 / 編曲: 松任谷正隆
  - 4枚目のシングルA面曲。
3. 守ってあげたい
作詞・作曲: 松任谷由実 / 編曲: 松任谷正隆
  - 「ダンデライオン〜遅咲きのたんぽぽ」のB面曲。

#### Side B
1. 時をかける少女
作詞・作曲: 松任谷由実 / 編曲: 新川博
  - 3枚目のシングルA面曲の別バージョン。
2. ずっとそばに
作詞・作曲: 松任谷由実 / 編曲: 新川博
  - 「時をかける少女」のB面曲の別バージョン。

### バースデイ・アルバム+ (SHM-CD)
1. 時をかける少女
2. 守ってあげたい
3. ダンデライオン〜遅咲きのたんぽぽ
4. ずっとそばに
5. 地下鉄のザジ Zazie dans le metro
6. 愛情物語
作詞: 康珍化 / 作曲: 林哲司 / 編曲: 萩田光雄
7. CURTAIN CALL
作詞: 売野雅勇 / 作曲: 後藤次利 / 編曲: 佐藤準
8. 時をかける少女（ORIGINAL KARAOKE）
9. 守ってあげたい（ORIGINAL KARAOKE）
10. ダンデライオン〜遅咲きのたんぽぽ（ORIGINAL KARAOKE）
11. ずっとそばに（ORIGINAL KARAOKE）

## 参考資料
- オススメ復刻盤「角川レコード・東芝時代の音源がSHM-CD化！」